# Roland Wengenmayr
Roland Wengenmayr (* ca. 1962) ist ein deutscher Wissenschaftsjournalist und Physiker. Er ist gemeinsam mit Dirk Eidemüller „Editor“ von Physik in unserer Zeit. Daneben ist er auch als Zeichner und Illustrator tätig.
Wengenmayr studierte Physik an der TU Darmstadt und arbeitete zeitweilig am CERN in Genf. Zwischen 1993 und 2000 war er Lektor beim Wissenschaftsverlag Wiley-VCH in Weinheim. Seit 2001 ist er als freier Wissenschaftsjournalist tätig. Er ist Autor und Herausgeber mehrerer Bücher. Darüber hinaus ist er Zeichner und hat Bücher illustriert. Seine Artikel erscheinen unter anderem in der Frankfurter Allgemeinen Sonntagszeitung oder der MaxPlanckForschung.

## Veröffentlichungen (Auswahl)
- Thomas Bührke, Roland Wengenmayr: Erneuerbare Energie : Konzepte für die Energiewende ; [mit Informationen zu aktuellen Förderprogrammen], 3. aktualisierte und erweiterte Auflage, Weinheim : Wiley-VCH-Verlag 2012.

- Thomas Bührke, Roland Wengenmayer (Hrsg.): Geheimnisvoller Kosmos : Astrophysik und Kosmologie im 21. Jahrhundert, 3. Auflage, aktualisiert und mit neuen Beiträgen, Weinheim : Wiley-VCH 2014, erste Auflage 2009.

- als (Illustrator): Big Business und Big Bang : Berufs- und Studienführer Physik, 2., vollst. überarb. und erw. Auflage, Weinheim : Wiley-VCH-Verlag 2008, ISBN 978-3-527-40814-6.

## Preise und Auszeichnungen
- Medaille für naturwissenschaftliche Publizistik der Deutschen physikalischen Gesellschaft 2013 gemeinsam mit Thomas Bührke[3]